# Кокарал (Мактааральский район)
Кокарал (каз. Көкарал, до 2000 г. — Первое Мая) — село в Мактааральском районе Туркестанской области Казахстана. Входит в состав Мактааральского сельского округа. Код КАТО — 514477800.

## Население
В 1999 году население села составляло 1235 человек (588 мужчин и 647 женщин). По данным переписи 2009 года, в селе проживало 1290 человек (644 мужчины и 646 женщин).